# Route nationale 797
Die Route nationale 797, kurz N 797 oder RN 797, war eine französische Nationalstraße, die von 1933 bis 1973 aus der Ortschaft Le Vivier-sur-Mer heraus bis nach Pontorson führte. Ihre Länge betrug 22 Kilometer.